# Mustela strigidorsa
La comadreja de espalda rayada o comadreja estriada (Mustela strigidorsa) es un mamífero carnívoro perteneciente a la familia Mustelidae.

## Distribución
Habita en Asia desde el oriente de Nepal, noreste de la India, norte de Bangladés y Birmania; sudeste de China y el norte de Vietnam, y el norte de Laos. Se le encuentra en altitudes de 1000 a 2500 m s. n. m.

## Características
Se diferencia de las otras especies de Mustela por la presencia de una raya plateada y delgada en la región dorsal, que se extiende del occipucio hasta casi la raíz de la cola y una línea de color amarillento en la región ventral, que se extiende desde el pecho hasta la parte inferior del abdomen. 
El color del pelaje de la región dorsal varía de marrón pálido a un color más tenue en la cabeza y ligeramente más obscuro a lo largo de la espalda. La cola y extremidades tienen un tono similar a la superficie dorsal. La parte superior del rinario, las mejillas, barbilla y la garganta hasta el nivel de la orejas es de color pálido, variando de blanquecino a ocre. En la parte posterior de la garganta y la región anterior del pecho, el color se torna gradualmente más obscuro y se hace bastante estrecho entre los miembros anteriores, donde pasa a ser la franja ventral y se expande posteriormente en la región inguinal entre los muslos. 
Las plantas de los pies son desnudas. La cola es pequeña, abarcando solo la tercera parte de la longitud del cuerpo del animal. La longitud de la cabeza y cuerpo de una hembra en Laos fue de 28,5 cm, mientras la longitud de la cola era de 15,2 cm.

## Comportamiento
Se conoce muy poco acerca de su comportamiento y biología. Solo ocho ejemplares de esta especie se ha examinado científicamente: tres de Sikkim, y uno de Nepal, Laos, Birmania, Tanintharyi y Tailandia, respectivamente.

## Población y conservación
Se cree que la especie es menos rara de lo que tradicionalmente se ha pensado. Sin embargo, debido a rango amplio de distribución se presume que la población es extensa; por ello en la Lista Roja de la UICN se catalogó en 2008 como especie con datos insuficientes ya que no existe ninguna prueba de declinación de la población.